# Gromada Dachnów
Gromada Dachnów war eine Verwaltungseinheit in der Volksrepublik Polen zwischen 1954 und 1972. Verwaltet wurde die Gromada vom Gromadzka Rada Narodowa, dessen Sitz sich in Dachnów befand und aus 19 Mitgliedern bestand.

Die Gromada Dachnów gehörte zum Powiat Lubaczowski in der Woiwodschaft Rzeszów (1945–1975). Sie wurde gebildet aus den bisherigen Gromadas Dachnów und Nowe Sioło der aufgelösten Gmina Cieszanów.
Zum 1. Januar 1960 wurden die Dörfer Niemstów und Folwarki aus der aufgelösten Gromada Niemstów sowie die Dörfer Chotylub und Rudka der aufgelösten Gromada Chotylub in die Gromada Dachnów eingegliedert. Zugleich wurde der Sitz der Gromada Dachnów nach Cieszanów verlegt unter Beibehaltung des Namens Gromada Dachnów.
Zum 31. Dezember 1972 wurde die Gromada mit der Gebietsreform aufgelöst.